# After Midnight (pel·lícula de 2019)
After Midnight ((abans titulada Something Else) és una pel·lícula romàntica de monstres estatunidenca del 2019 dirigida per Jeremy Gardner i Christian Stella i protagonitzada per Jeremy Gardner i Brea Grant. La pel·lícula segueix a Hank després que la seva núvia de molt de temps, Abby, abandona la ciutat sense aavisar, mentre descobreix que una misteriosa criatura l'ha perseguit cada nit.
After Midnight es va estrenar al Festival de Cinema de Tribeca el 26 d'abril de 2019, sota el seu antic títol Something Else. Es va estrenar en sales limitades i plataformes VOD als Estats Units a través de Cranked Up Films el 14 de febrer de 2020.

## Argument
Després d'una relació de deu anys, la xicota d'en Hank el deixa. Passa els dies en malenconia, però una criatura terrible comença a venir a casa seva a les nits i li rasca la porta amb intencions evidentment desagradables. Hank intenta enfrontar-se al monstre, recordant simultàniament una relació col·lapsada i tractant d'entendre què hi va fallar.

## Repartiment
- Jeremy Gardner com a Hank
- Brea Grant com Abby
- Henry Zebrowski com a Wade
- Justin Benson com a Shane
- Ashley Song com a Jess
- Nicola Masciotra com a Pam
- Taylor Zaudtke com a Jane
- Keith Arbuthnot com a criatura

## Recepció crítica
After Midnight va rebre crítiques positives de la crítica. L'agregador de ressenyes Rotten Tomatoes informa d'una puntuació del 89 % basada en 38 ressenyes, amb una valoració mitjana de 7.8/10. El consens dels crítics del lloc web diu: "En part pel·lícula de criaturaes, en part romanç, After Midnight d'alguna manera aconsegueix combinar els seus ingredients dispars i trobar alguna cosa especial."
Kristy Strouse a Film Inquiry va elogiar la pel·lícula i va escriure: "Hi ha una honestedat a [After Midnight] que fa d'aquest home contra (els seus) monstres una història que us donarà un significat profund, una bella cinematografia, i la quantitat adequada de WTF."" Jennie Kermode a Eye for Film va donar a la pel·lícula 4,5 de 5 estrelles, descrivint-la com un "Història engrescadora d'angoixa, romanç i terror existencial d'un trentena […] molt ben escrita i interpretada.